# Alte Residenz de Salzbourg
L’Alte Residenz, littéralement « l’ancienne résidence », est un château résidentiel se trouvant à Salzbourg, dans le land du même nom, en Autriche. Le palais est situé plus précisément du côté nord de la Domplatz et ouest de la Residenzplatz ; de l’autre côté de cette dernière se trouve la Neue Residenz, qui abrite depuis 2005 le musée de Salzbourg.
Il est fait mention dès 1120 d’un palais épiscopal à cet emplacement. Celui-ci est agrandi et modifié plusieurs fois au cours du Moyen Âge. Une grande campagne de reconstruction débute en 1597 sous l’égide du prince-archevêque Wolf Dietrich de Raitenau : les anciens bâtiments sont progressivement rasés et remplacés par de nouvelles constructions. Ces travaux se poursuivent sous le règne du successeur de Wolf Dietrich et s’achèvent en 1614. Agrandi en 1667, le palais est entièrement rénové au goût du jour dans le premier quart du XVIIIe siècle. plus tard, entre 1788 et 1792, le prince archevêque Hieronymus von Colloredo-Mansfeld fait détruire certains bâtiments pour les reconstruire en style rococo, mais le chantier est interrompu avant sa réalisation complète en raison de problèmes de financement.
Après la disparition de la principauté archiépiscopale en 1803, le palais devient une résidence impériale puis abrite divers services administratifs, comme la préfecture de police, et sert de lieu de réception et de salle de spectacle. une partie des bâtiments est affectée depuis 1992 à l’université de Salzbourg.